# 舍衛城

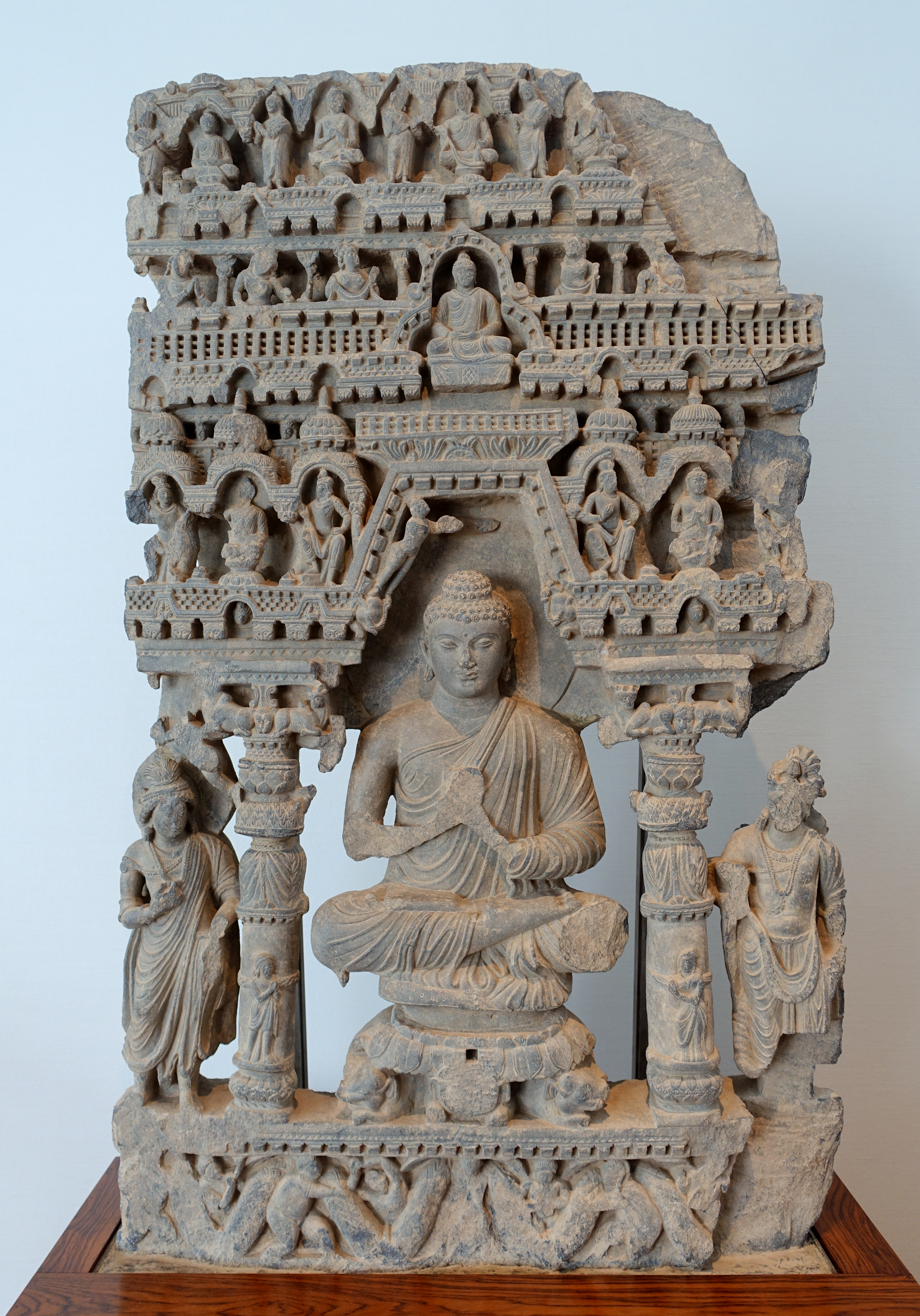
舍衛城神變浮雕

舍卫城（梵語：श्रावस्ती，Śrāvastī，巴利語：Sāvatthī），古印度恆河中游北岸拘萨罗国都城。在今印度北方邦北部，拉普底河南岸的謝拉瓦斯蒂縣。相距恆河南岸摩揭陀國的王舍城不太远。舍卫城是古印度重要的思想交汇发源地，是眾多佛教受崇敬的場所之一，非常多的經典所宣地點是舍衛城，亦有非常多的著名弟子在此城皈依佛陀，佛陀行的兩大奇蹟亦在此處。
舍衛城的考古遺址已發掘出土了很多與佛教、印度教及耆那教相關的藝術品及紀念碑。

## 簡介
在佛教史上，因为是著名的祗园精舍所在地，释迦牟尼佛长年在此居留说法长达二十多年，因此名闻遐迩，成为佛教八大聖地之一。7世纪玄奘法师来此时，舍卫城已经荒废。

## 記載
玄奘《大唐西域記》：
|  | 室羅伐悉底國。周六千餘里。都城荒頓疆場無紀。宮城故基周二十餘里。雖多荒圮尚有居人。穀稼豐氣序和。風俗淳質篤學好福。伽藍數百。圮壞良多。僧徒寡少。學正量部。天祠百所。外道甚多。 |

## 引用
1. ↑  《僧伽羅剎所集經》：「如是世尊於波羅奈國而轉法輪。初轉此法時，多饒益眾生，即於此夏坐。有益於摩竭國王，第二三於靈鷲頂山。第五脾舒離。第六摩拘羅山(白善)。為母故，第七於三十三天。第八鬼神界。第九拘苫毘國。第十枝提山中。第十一復鬼神界。第十二摩伽陀閑居處。第十三復還鬼神界。第十四本佛所遊處。於舍衛祗樹給孤獨園。第十五迦維羅衛國釋種村中。第十六還迦維羅衛國。第十七羅閱城。第十八復羅閱城。第十九柘梨山中。第二十夏坐在羅閱城。第二十一還柘梨山中。於鬼神界不經歷餘處連四夏坐。十九年不經歷餘處。於舍衛國夏坐。如來如是最後夏坐時。於跋祗境界毘將村中夏坐。」